# Zinngießer

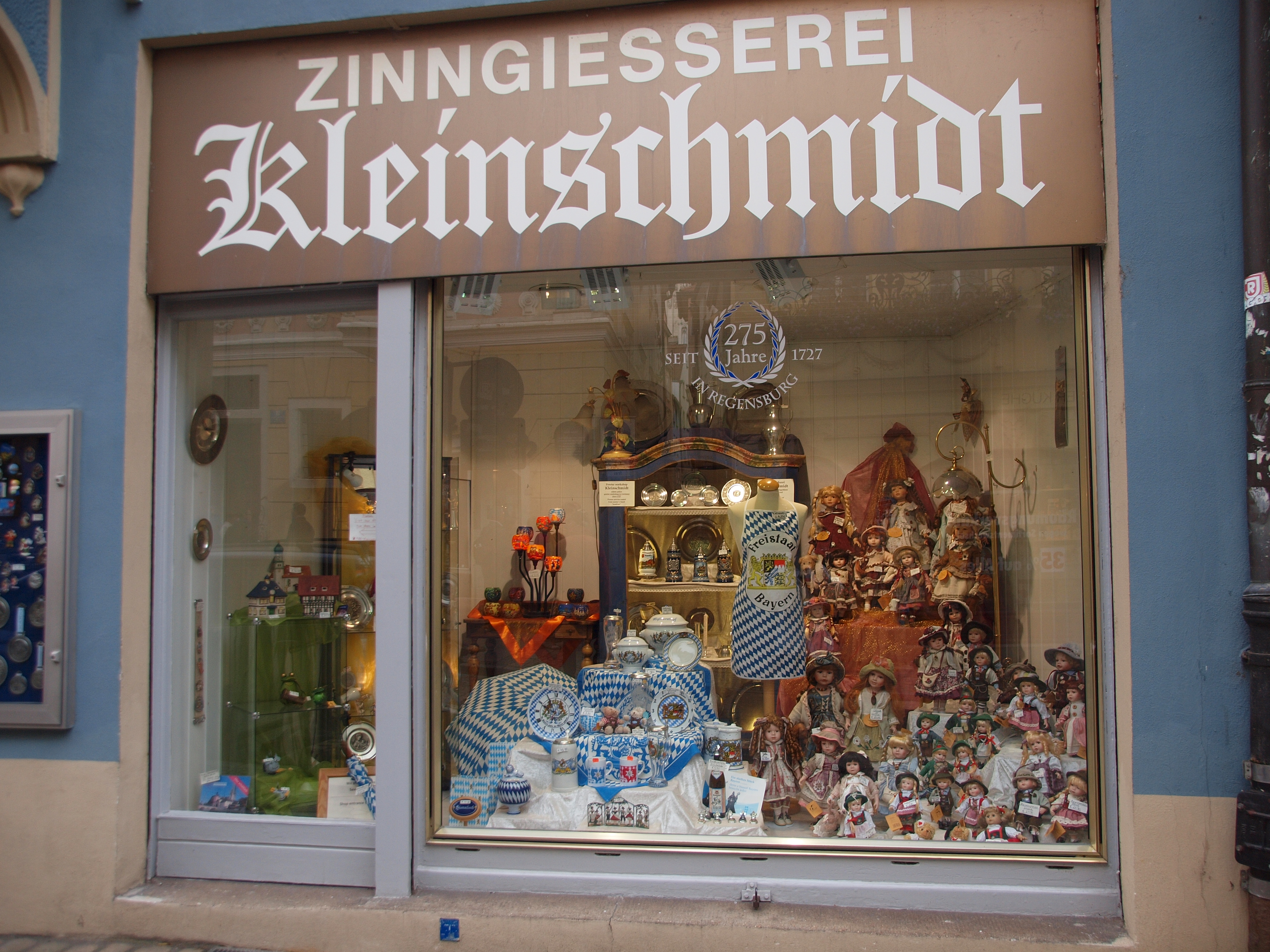
Als älteste Zinngießerei bezeichnet sich die Zinngießerei Kleinschmidt in Regensburg. Nur noch wenige traditionelle Betriebe haben sich insbesondere im süddeutschen Raum um Regensburg, Nürnberg und München erhalten. Alle deutschen Zinngießereien sind in der Zinngießerinnung als ihrem Dachverband organisiert.

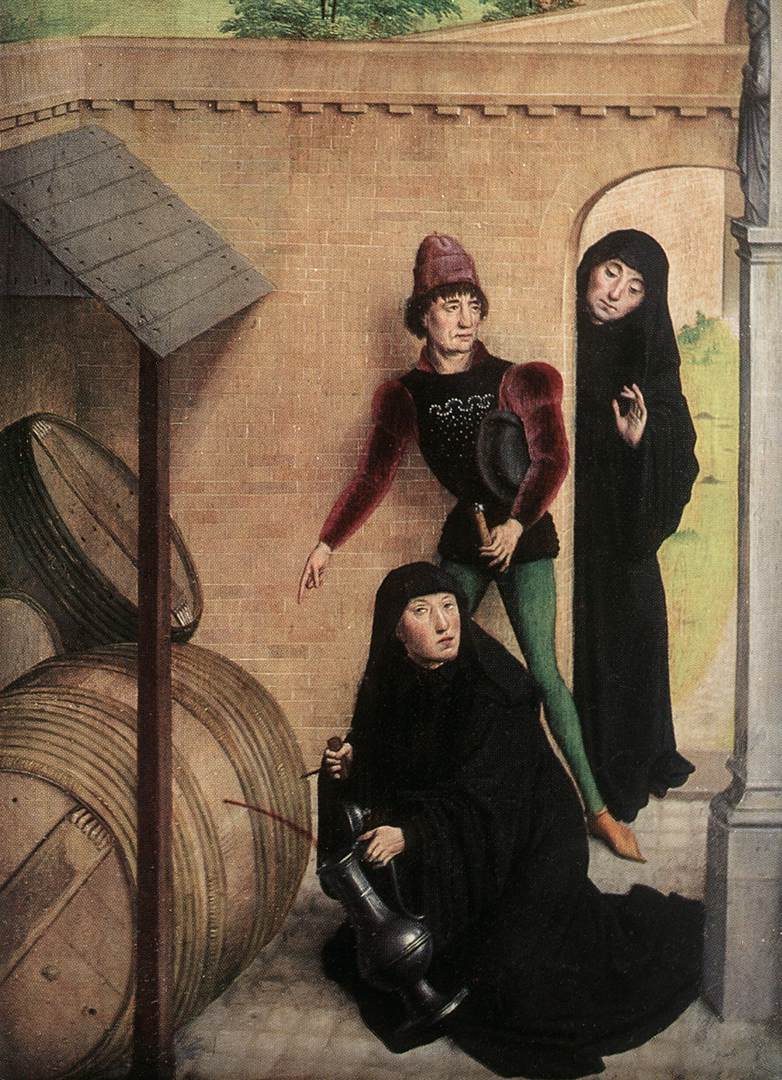
Zinn-Schenkkanne: Szene aus dem rechten Altarflügel der Abteikirche St. Omer, gemalt von Simon Marmion, 1459. „Der heilige Bertin scheidet Wasser und Wein in einem Fass“, Gemäldegalerie Berlin

Zinngießer ist eine Berufsbezeichnung und ein Ausbildungsberuf des Handwerks mit dreijähriger Ausbildungszeit und der Möglichkeit einer Meisterausbildung. Der Zinngießer fertigt im Gussverfahren Zier- und Gebrauchsgegenstände, die in handwerklichen Werkstätten entstehen und deren Grundmetall Zinn darstellt. Durch Eingießen von sogenanntem Reinzinn (95 % Sn) oder Feinzinn (97,5 % Sn) in Kokillenformen aus Gusseisen oder Stahl entstehen dabei Werkstücke, die in einer Weiterverarbeitung an Drechslerdrehbänken oder mittels Schleifen eine hochreflektierende silbermetallische Oberflächenform bekommen, oder es werden Werkformen mit Bild- und Ornamentmotiven hergestellt, die durch Ätzen mit schwacher Säure eine künstliche Patina erhalten. Der Zinngießer verwendet dabei hochreines Zinn und nutzt in der Verarbeitung großteils tradierte Handwerksmethoden und Geräte.
Durch Spanen an Drehbänken und Schleifen mit Schleifpasten erhalten Zinngeschirre eine hochwertige Oberflächenvergütung, die lange Umwelteinflüssen und einer Korrosion der Metalloberfläche Widerstand leistet. Aufwändigere Oberflächenbehandlungen der Innenwände von Trinkgefäßen erfordern den Einsatz von speziellen Drehstählen. Zusätzlich wird bei aufwendigeren Verfahren mit Achaten die Oberfläche poliert. Dadurch erhalten Innenwände von Weinbechern und Bierkrügen korrosiv wenig angreifbare Oberflächen, die sich aus der Riefenstruktur nach der Bearbeitung mit den spanenden Verfahren ergeben hätte.
Die Zinnmarke ist das Gütesiegel der Zinngießereien und datiert ins ausgehende Mittelalter. Jede Zinngießerei hat einen eigenen Prägestempel, der in die Innenseite des Deckels, Außenseite des Bodens oder auf dem Henkel angebracht wird. Ihre große Zeit hatte die Zinngießerei vom 14. bis 16. Jahrhundert, als Zinngeschirr weit verbreitete Haushaltsgegenstände im spätmittelalterlichen Bürgertum waren. Mit der aufkommenden Porzellanproduktion wurde Zinngeschirr allmählich aus dem Gebrauch verdrängt, hielt sich jedoch zumeist für repräsentative Zwecke des Bürgertums noch bis ins 20. Jahrhundert. Durch die stark abnehmende Nachfrage nach Zinngeschirr in den letzten Jahrzehnten des 20. Jahrhunderts begann der Niedergang der Zinngießerei auch in ehemaligen Zinngusszentren. Neben der Liquidierung der meisten verbliebenen Produktionsstätten wird durch eine fehlende Ausbildung im Zinngießernachwuchs ein weiter fortschreitender Verfall des Zinngießerhandwerks beobachtet, der sich auch in der Auflösung der Zinngießerinnung Deutschlands 2010 manifestiert.

## Rein- und Feinzinn

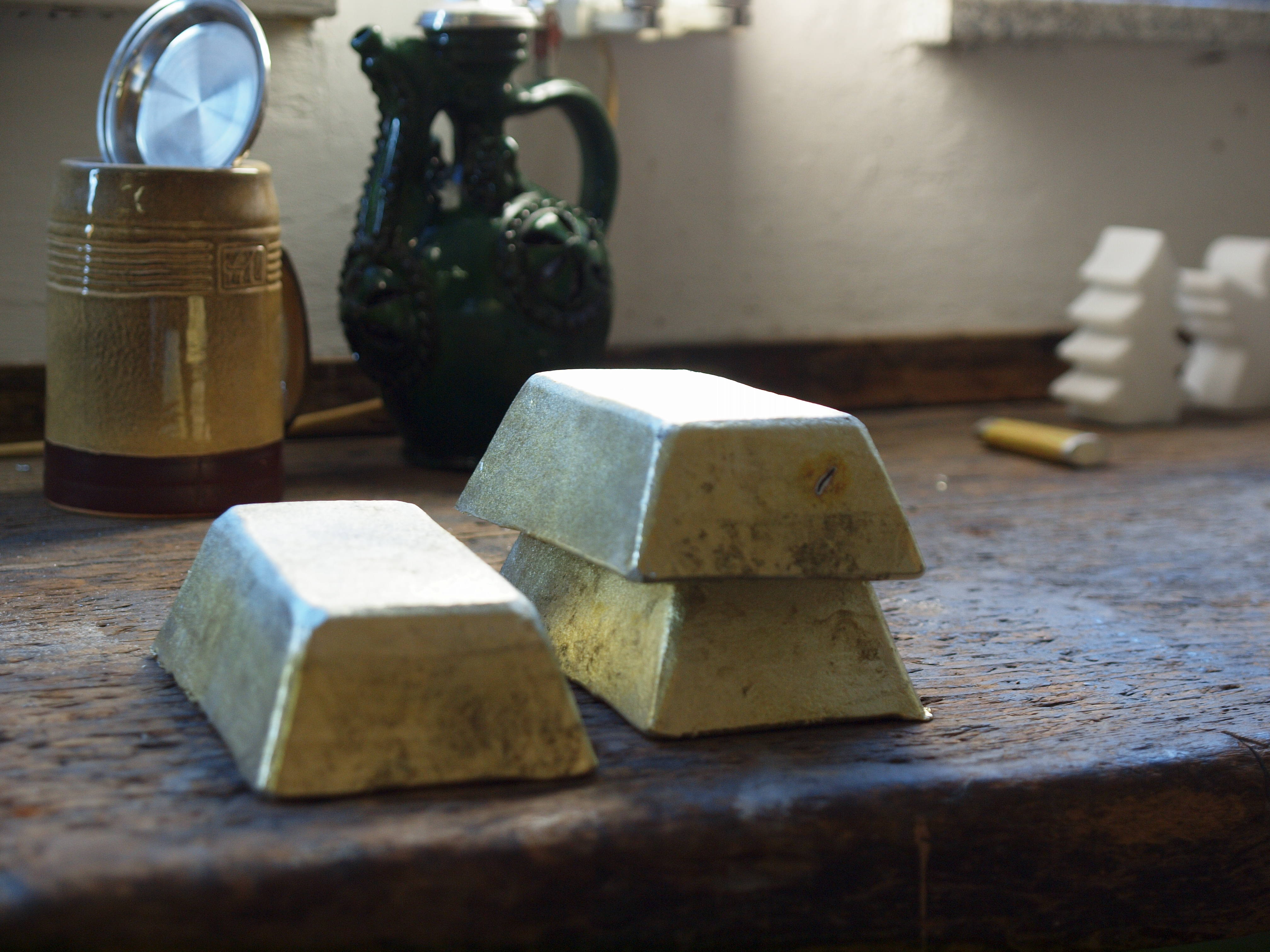
Legierte Feinzinnbarren

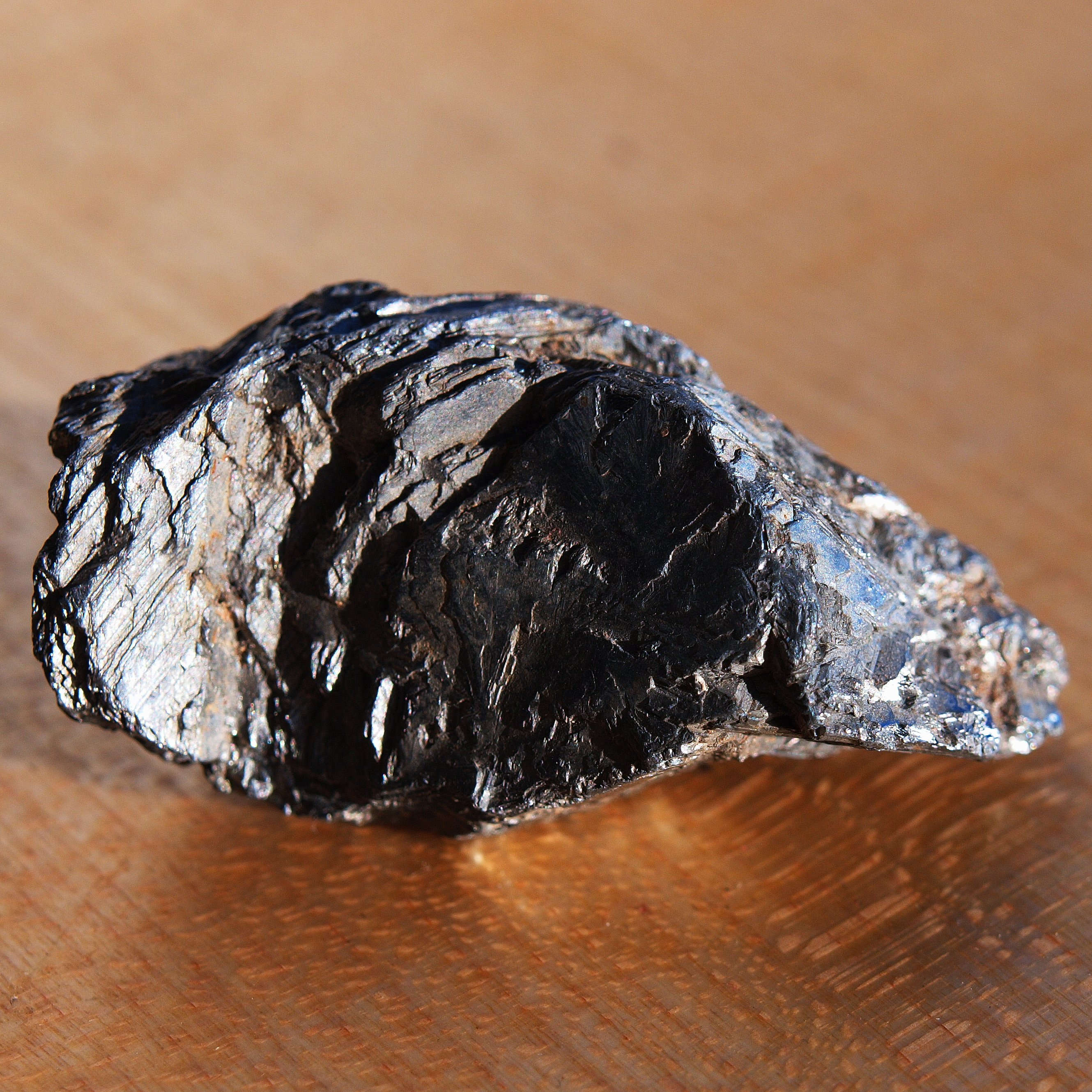
Antimon wie es in der Mory-Gießerei Verwendung findet.

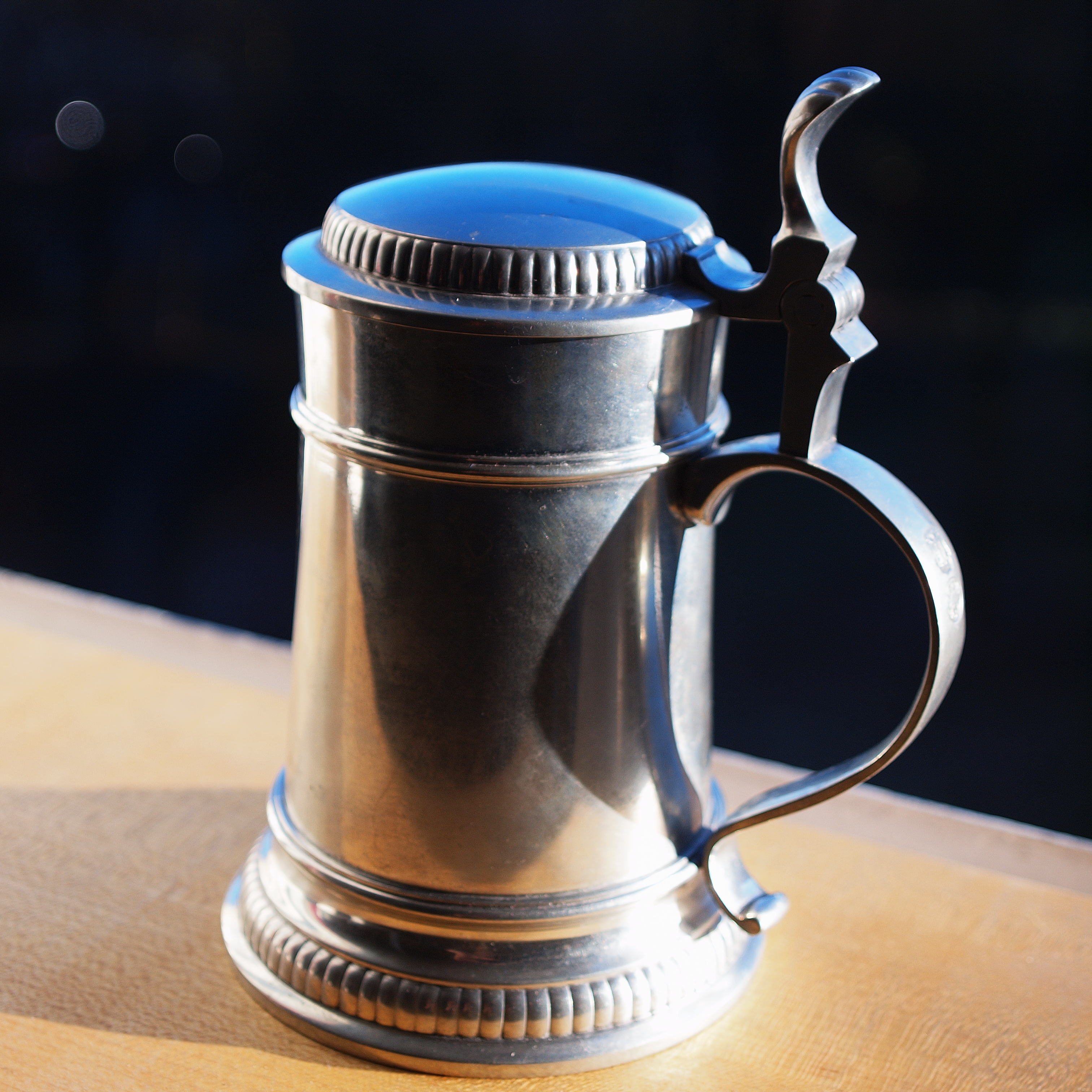
Altdeutscher Krug, Ludwig Mory GmbH

Rein- und Feinzinnlegierungen sind die für die Zinnwerkstücke verwendeten Bezeichnungen. Als Legierungen werden sie in der Zinngießerei in Eigenregie hergestellt. Einige Gießereien nutzen besonders hochwertige Legierung mit 97,5 % Sn (Feinzinn), gebräuchlicher ist aber zumeist Reinzinn mit 95 % Sn. Für die Legierung stellt 100-prozentiges Handelszinn, das bestenfalls Seifenzinn aus südostasiatischen Seifenlagerstätten ist, die Basis.
Dieses wird in größeren Schmelzöfen ausgeschmolzen. Schmelztemperaturen von ca. 500 °C werden zur Legierung der höher schmelzenden Legierungsmetalle Kupfer und Antimon benötigt. Kupfer wird dabei durch Kupferrundstangen, die abschnittsweise eingeschmolzen werden, Antimon durch Beifügen von gediegenen Mineralen zugeführt. Während der Herstellung entsteht daraus durch Rühren mit Gusseisenstangen eine homogene Reinzinnlegierung.
Das legierte Fein- oder Reinzinn wird in Stahlgussformen zu Barren ausgegossen, die in der Zinngießerei in kleineren Gießöfen weiterverarbeitet werden.
Großer Wert wurde und wird von der Handwerksinnung auf die Einhaltung der Reinheit des Zinns gelegt. Darüber gibt neben der obligaten Zinnmarke auch häufig die Angabe zum Legierungstyp Auskunft. Neben Kupfer wird der Legierung nur noch Antimon beigefügt, da dieses wie Wismut die Eigenart besitzt, bei Erstarrung aus dem flüssigen Zustand eine Ausdehnung zu erfahren, was auf der Metallgitterstruktur von Antimon beruht, für die im festen Aggregatzustand ein größeres Volumen als im flüssigen Zustand besteht. Über die Volumenzunahme im Wechsel vom flüssigen in den festen Aggregatzustand im legierten Antimon wird ein zu starkes Schwinden während des Erkaltens vermieden, was einen schärferen Abguss aus der Kokillenform ermöglicht. Zusätzlich verleihen Legierungen von Kupfer und Antimon dem Zinn größere Härte, eine Eignung, die für spanende Arbeitsmethoden, die später in der Herstellung notwendig sind, wichtig ist.
Kupfer ist als gut gießbares Metall der wichtigste Bestandteil der Zinnlegierungen, neben guter Gießbarkeit ist Kupfer auch gut dehnbar, spanbar und lässt sich gut polieren.
Ehemals häufiger verbreitet waren Zinnlegierungen mit höheren Anteil Blei. Solcherart Zinn hat eine matte Oberfläche und war insgesamt deutlich weicher. Wegen der ungünstigen physiologischen Wirkung von Blei wurde es seit langem als Legierungszusatz für Gebrauchszinn im Handwerk ausgeschlossen.
Ein weiterer positiver Effekt der Zinnlegierungen ist, dass sich die natürliche Umwandlung von β-Zinn in α-Zinn (unterhalb 13,2 °C) stark verlangsamt. Zinn, das von der „Zinnpest“ betroffen ist, zeigt graue spröde Flecken, an denen sich das Metall unschön pulvrig auflöst.
Allgemein gilt:
- Zinn – Sn – Grundmetall dessen Schmelzpunkt bei 231,97 °C liegt
- Kupfer – Cu – Legierungsmetall für größere Härte und Festigkeit mit sehr hohem Schmelzpunkt – 1083,4 °C
- Antimon – Sb – Legierungsmetall für größere Härte und Festigkeit, sehr spröde für scharfe Güsse – 630,74 °C

Zinnlegierungen nach DIN 17810 für Feinzinn:
- 96 % Sn, 2 % Cu, 2 % Sb

andere Legierungsverhältnisse:
- Reichszinn: 90 % Sn, 10 % Pb
- Probzinn: ca. 80 % Sn, 20 % Pb

Handelsübliche Zinnmarken sind: Banka, Baum, Billiton, Elektrolyth, Lamm, Pennang, Straits, Rosen und Tarsaiko.
Der reine Materialwert von 1 kg Zinn liegt heute im Ankauf (Preis zum 17. Februar 2018) bei 14 Euro pro kg.

## Gießverfahren
Die Schritte des Gießens sind:

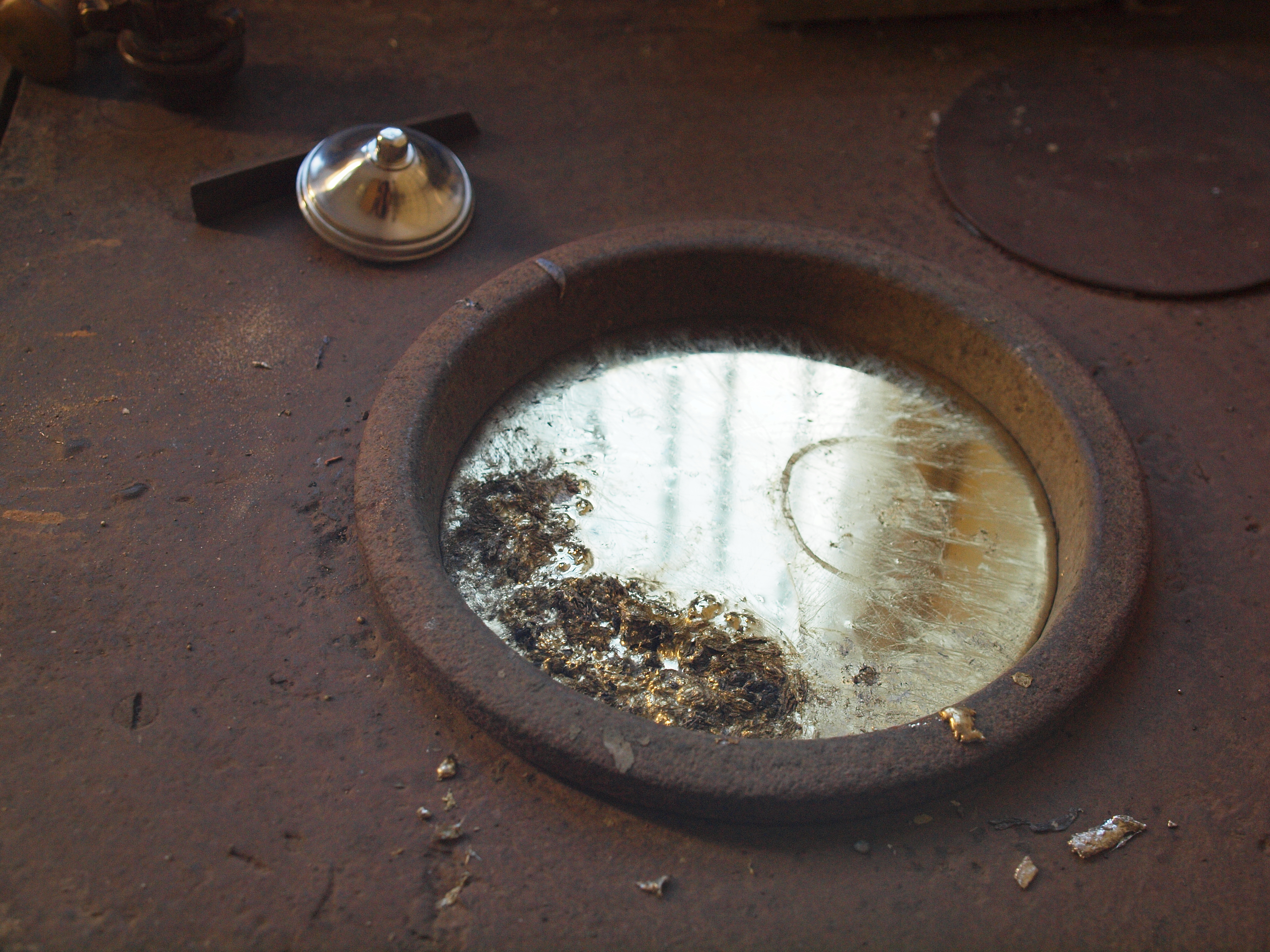
Kleiner Schmelzofen mit flüssigem Zinn, L. Mory München

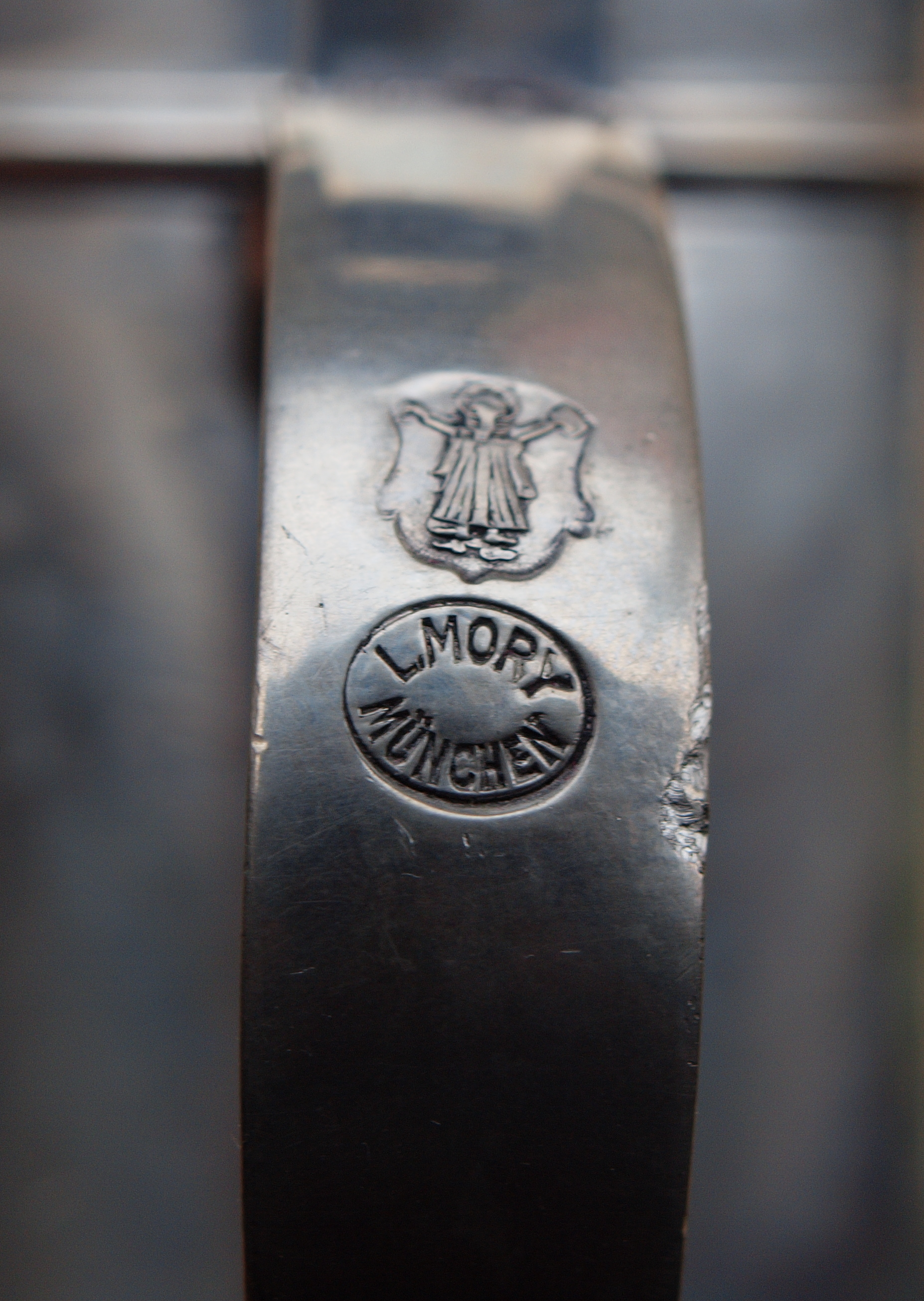
Die Zinnmarke gibt Auskunft über Herkunft und Qualität der Ware. Hier das Stadtzeichen (Münchner Kindl) und Meisterzeichen des Ludwig Mory aus München

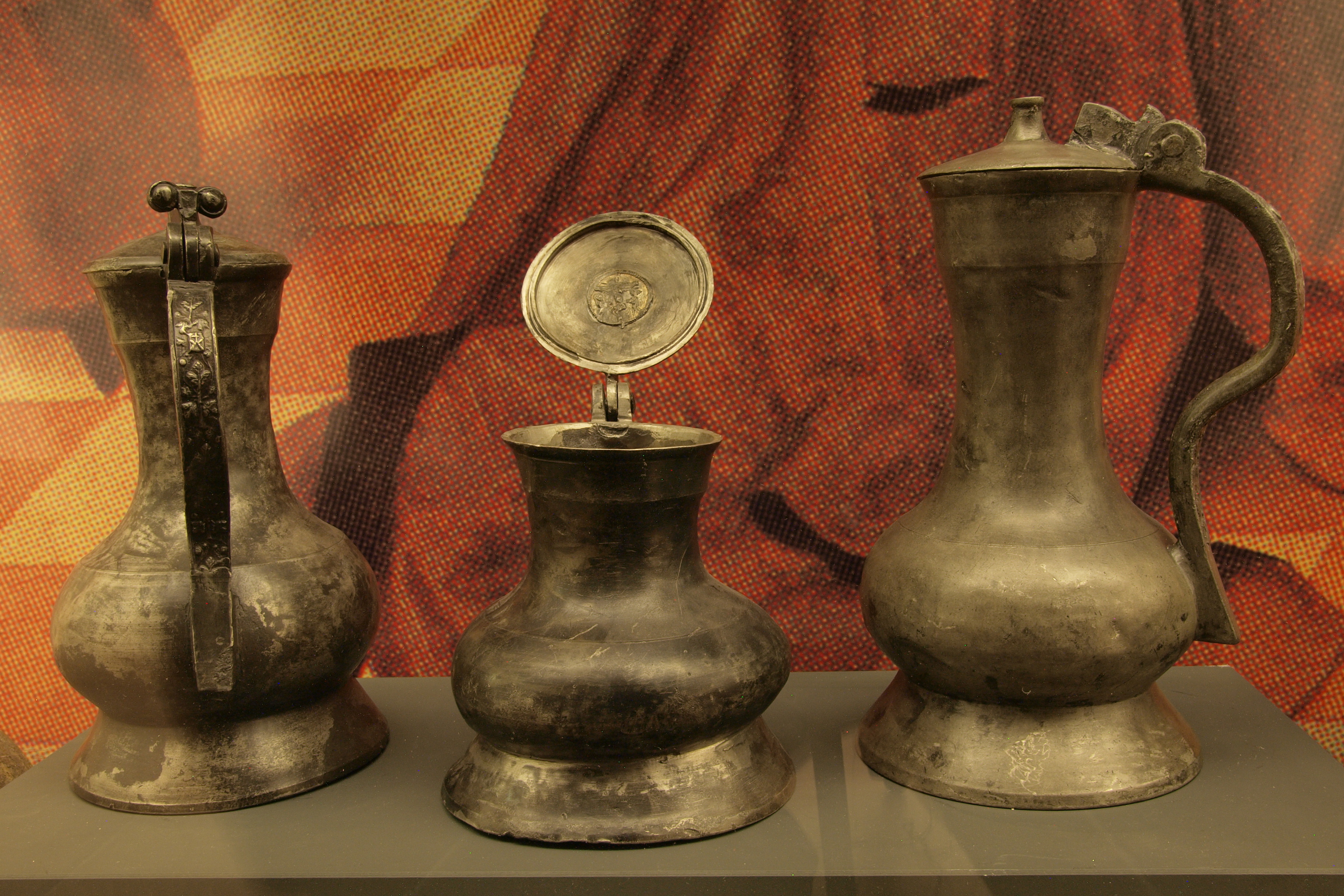
Hansekannen im Museum für Hamburgische Geschichte

- Vorwärmen der Kokille in der Schmelze
- Versäubern und Aufstellen der Form
- Gießen
- Abkühlen der Gussform

In der Gießerei wird Zinn in Schmelztigeln, die über Gasflammen geheizt werden, geschmolzen. Die Kokillen werden, bevor sie zusammengesetzt werden, in der Zinnschmelze vorgewärmt. Die mehrteiligen Kokillen werden danach der Reihe nach aus der Zinnschmelze gezogen, von Zinnresten versäubert und zusammengesetzt. Unter einem Schraubstock wird die Gusskokille befestigt und mit dem Einlauf leicht geneigt. Das einzugießende flüssige Metall wird mit einem Gusslöffel der Schmelze entnommen und immer in einem Guss eingegossen. Ein Unterbrechen des Eingießens hätte unweigerlich die qualitative Minderung des Gusswerkstückes zur Folge. Die Redensart „Wie aus einem Guss“ entstammt daher aus der Praxis der Metallgießer. Die Abkühlung der Kokille erfolgt mittels feuchter Lappen, die an die Kokille von unten aufwärts wandernd angelegt werden. Dabei muss von hinten nach vorne gekühlt werden und während des Abkühlens durch Nachgießen ein Volumenausgleich erfolgen, um eine Seigerung des Gussstückes zu vermeiden. Ungleichmäßige Abkühlung und ungenügend nachgegossene Gussstücke zeigen Gussfehler, die im schlimmsten Fall durch auftretende Lunker eine Weiterverarbeitung unterbinden. Unerwünscht ist auch eine das Werkstück durchziehende Ader von unreinem oxidierendem Zinn, das auf der Oberfläche der Schmelze vor dem Guss abgeseit werden muss.
Nachdem das Gusstück durch die Kühlung vollständig ausgehärtet ist, wird es durch Schlagen mit einem Zinnhammer an den Kokillenrand aus der Gussform geholt. Je nach Alter und Zustand der Kokille ist dabei mehr oder weniger Kraft notwendig.
Nach dem Auskühlen wird mit der groben Versäuberung von Gussnähten und Einguss begonnen.
Grundsätzliche Gussfehler des Werkstücks gehören folgenden Typen zu:
- Fremdkörper – Einschlüsse im Gussstück
- Seigerungen – Entmischungen der Gusslegierung
- Lunker – Hohlräume im Gussstück

### Gussformen
Die üblichsten und dauerhaftesten Gusskokillen für Warmguss bestehen aus Stahl oder Grauguss. Diese sind mehrere Jahrzehnte nutzbar, in Ausnahmefällen auch über 100 Jahre. Problematischer sind Gusskokillen aus Bronze oder Messing. Diese können während des Vorwärmens in der Zinnschmelze angegriffen werden. Besser geeignet sind daher Vorwärmöfen oder Heizplatten. Zum Schutz der Formen werden kurz haftende Trennmittel wie Graphit oder Lehm vor jedem Guss auf die Form aufgetragen. Sie erleichtern ein Herausnehmen des fertigen Gusses, können aber während des Eingießens aufgeschwemmt werden. Daher dürfen sie nur dünn aufgetragen werden um die Qualitätsminderung des Gusses durch Fremdpartikel zu vermeiden.
Kleinere Zinnkörper wie Krüge von Bierdeckeln werden in Dauerformen für Kaltgussverfahen ausgegossen. Diese bestehen heute zumeist aus Silikon-Kautschuk, selten aus Holz, Gips oder Schiefer. Schieferformen im Kaltguss sind insbesondere für Zinnfiguren gebräuchlich, haben jedoch den Nachteil, dass sie nur wenig hitzebeständig und damit nicht für lange Produktionszyklen brauchbar sind.

## Verarbeitung

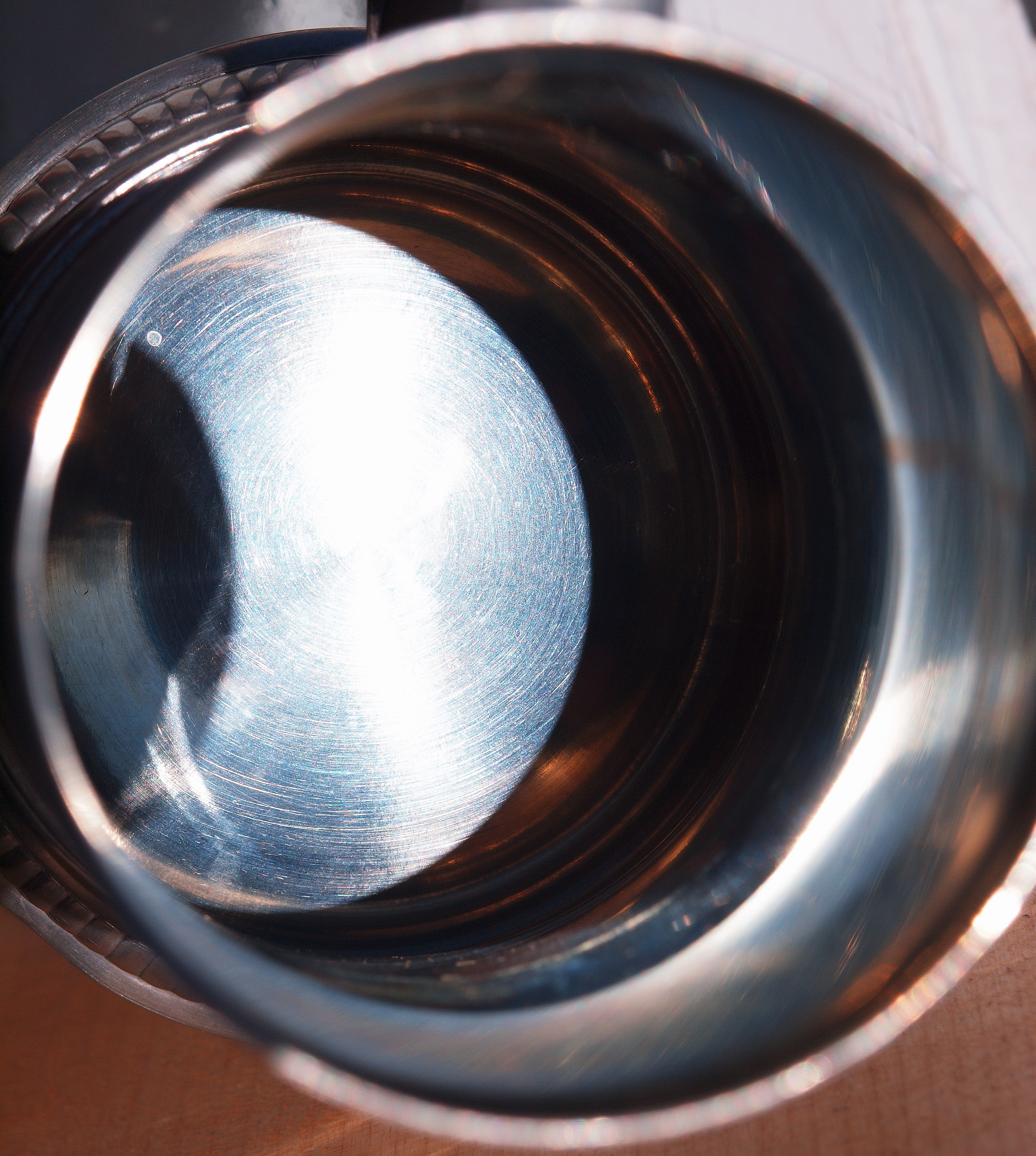
Aufgrund der aufwendigen Achatpolierung sind Innenwände hochwertiger Zinnkrüge völlig eben und praktisch riefenfrei. Achatsteipolierter Zinnkrug

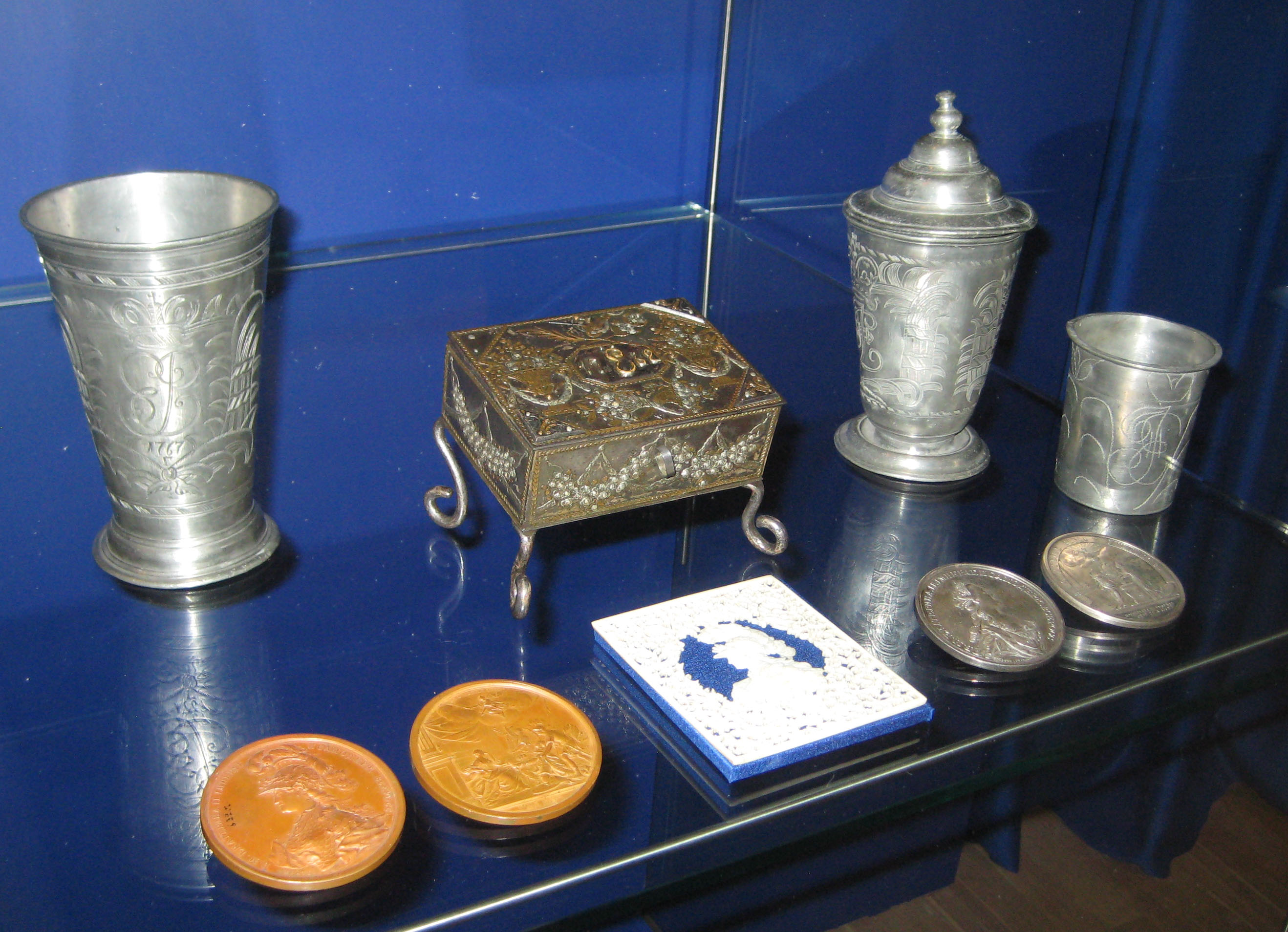
Zinnbecher aus der Krönungszeremonie von Katharina der Großen

### Spanende Schritte

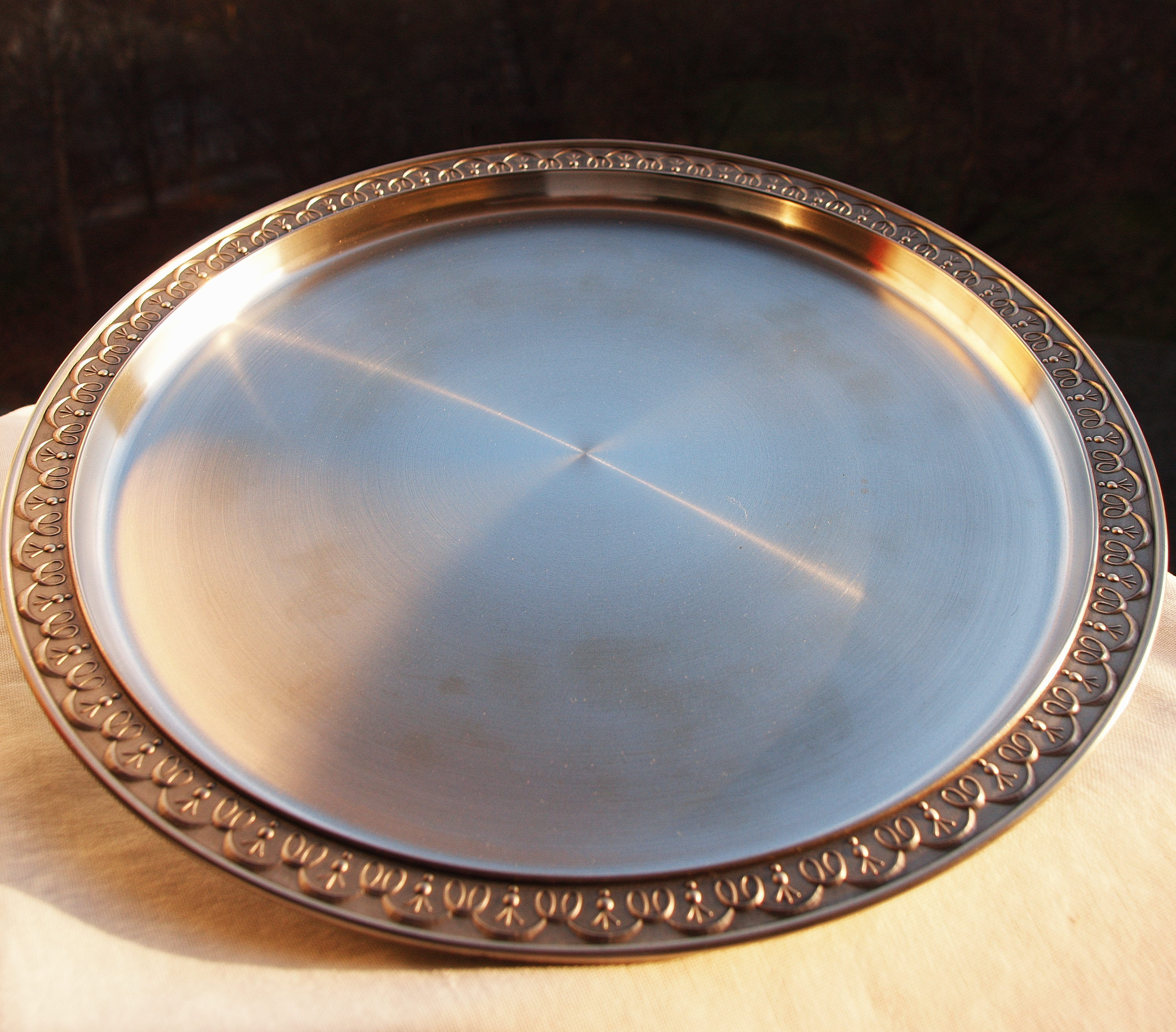
Für gegossene Zinngeschirre sind Riefen Qualitätsmerkmale. Diese deuten an, das der Gegenstand aus handwerklicher Produktion stammt. Riefenfreie Teller und Platten stammen demgegenüber aus Zinnblechen die im Tiefzugverfahren aus industrieller Produktion hergestellt wurden. Zinn-Platte der ehemaligen Zinngießerei Enka aus Weiden in der Oberpfalz

Unter den Verarbeitungsschritten ist für alle kreisrunden Formen ein spanendes Verfahren am gebräuchlichsten.
Schruppen ist nur bei groben Zinnstücken angebracht. Hierbei erfolgt eine relativ große Spanabnahme und ist in der Regel nur für Zinnfüße von Keramikkrügen gebräuchlich.
Wichtiger ist die spanende Verarbeitung an Drechslerdrehbänken. Diese besteht aus einer Ansaugvorrichtung und einer an die Drehspindel angebrachten Aufnahmeform, sogenannte Stöcke. Das sind Werkformen, die aus geleimten Holz Zinngegenstände aufnehmen. Ein Oberschlitten fehlt der Drechslerdrehbank ganz. Die Werkzeuge sind Dreheisen, die von Hand gehalten auf einem Balken längs zur Drehachse geführt werden. Die Dreheisen und -meißel haben unterschiedliche Schneidenformen mit unterschiedlichem Zuschnitt, z. B. mit Radien oder in einfacher Keilform, die in Breite und Dicke variieren. Als Werkzeugmaterial genügt einfacher Stahl, da keine großen Materialanforderungen bezüglich Warmfestigkeit und Härte gestellt werden. Als Gleitmittel findet Seifenwasser Verwendung. Zum Schlichten werden Klingen aus Federstahl benutzt.
Dreheisen werden bei niedriger Drehzahl und relativ großer Spanabnahme zuerst zum Abnehmen der härteren Gusshaut ans Werkstück angesetzt. Hierbei wird meist das gebogene Rupfeiesen genutzt.
Ist die Gusshaut entfernt und die erforderliche Maß- und Formgenauigkeit erstellt, wird schließlich mit Klingen die Oberfläche von tieferen Riefen in spiralförmig verlaufenden Handbewegungen von Außen zu Mitte und größere Drehzahlen und geringerer Spanabfuhr befreit.
Abschließend wird die Oberfläche mit Stahlwolle geglättet.
Hochwertige Zinnware zeigt immer die durch die spanende Verarbeitung zurückbleibenden Riefen, die diese von solchen aus Zinnblechen und durch Tiefziehen entstandenen Geschirren unterscheiden.
Da Zinn wegen seiner geringen Härte beim Drehen ohne großen Vorschub und Schnittgeschwindigkeit auskommt, auch ist die Drehzahl relativ gering. Die Drehmeißel können wie beim Drechseln in der Hand gehalten werden.

### Achatsteinpolitur
Mit Achatstein und Seifenwasser werden unter anderem Innenwände poliert. Es ist das hochwertigste Verfahren, um die Innenseiten von Kannen und Krügen riefenfrei zu bekommen und Abschlussverfahren der spanenden Arbeitsschritte. Achatsteine sind selbst nur unter hohen Aufwand zu schleifen; in Deutschland können diese nur in spezialisierten Betrieben in Idar-Oberstein überarbeitet oder repariert werden. Damit sind die wenigen Achatsteinwerkzeuge auch die am längsten weitergegebenen Werkzeuge der Werkstätten.
Der Achatstein sitzt im Werkzeug in einer Messingfassung in einer durch Pech gefügten Verbindung an der Spitze eines Holzstocks. Beim Drehen darf er dadurch nur mit wenig Andruck gleichmäßig und mit genügend Seifenwasser an den Zinnkörper geführt werden. Durch Achatstein-Politur werden die höchsten Oberflächengüten an der Drehbank erreicht; selbst die Metallgitterstruktur wird im frischen Zustand damit im Zinn mit bloßem Auge erkennbar. Wird der Achatstein mit zu großem Druck geführt, entstehen wellige Unebenheiten, die ein nochmaliges Spanen mit Dreheisen notwendig machen. Da bei fehlerhafter Achatsteinpolitur die Wanddicke des Zinnkörpers durch weiteres Spanen abnimmt, gehört die Politur mit Achatsteinen zu den Prozessen die nur von den qualitativ führenden Zinngießer-Betrieben beherrscht wird.

### Schleifen
Schleifen ist eine spanende Arbeit mit geometrisch unbestimmten Schneiden.
Vorteile sind:
- hohe Oberflächengüte
- gute Bearbeitbarkeit harter und schwer zerspanbarer Werkstoffe
- hohes Zeitspannungsvolumen

In der Zinngießerei kommen zwei Schleifmethoden vor:
- gebundene Schleifkörner auf rotierende Schleifkörpern – dienen zum Schleifen von Drehwerkzeugen und ganz allgemein für alle harten Metalle
- Schleifen mit der Schwabbelscheibe, wobei das Schleifmittel auf die Schwabbelscheiben aufgetragen wird – zum Schleifen weicher Metalle

Schleifmittel sind natürliche Schleifmittel wie Ölsandstein, Schmirgel oder Diamant. Schleifscheiben haben als Schleifmittel Korund, Siliziumkarbid, Bornitrid oder Diamant.
Auf der Schwabbelscheibe werden Schleifpaste, Polierpaste und Bimsmehl genutzt. Diese Schleifmittel zeichnen sich durch geringe Härte und sehr feine Körnung aus. Damit haben sie einen sehr geringen Spanabtrag und gewährleisten bei vorbehandelten Oberflächen eine sehr hohe Oberflächengüte. Einsatzbereich ist die Hochglanzpolitur von Zinngerät.
Geschliffenes Zinngeschirr findet sich unter den Terrinen und Platten mit unregelmäßigen Formen. Insbesondere sind Geschirre, die im Stile des Barock und Empire gefertigt wurden, nur mit Hilfe des Schleifens an der Schwabbelscheibe bearbeitbar. Geschliffen werden zudem Henkel und Lötstellen zusammengefügter größerer, zumeist elliptischer Werkstückformen. Lötnähte werden zuerst mit dem Stechmeisel und Schabklinge geglättet. Abschließend wird das gesamte Werkstück unter der Schwabbelscheibe poliert.

### Zusammenfügende Verfahren von Zinngeschirr
Viele Zinngeschirre bestehen aus mehreren Werkstücken und werden durch fügende Verfahren zusammengesetzt:
- Löten (Einlöten von Böden, Henkel und Krüge bei Zinnkrügen)
- Angießen (Zwei Scharnierteile, die Zinndeckel und Zinnkrug verbinden, werden durch Angießen zusammengefügt)
- Aufgießen (Bierdeckel und Henkel werden mit den Scharnierschenkeln durch Aufgießen zusammengefügt)

#### Löten
Viele Zinnsachen enthalten ihre endgültige Form erst durch Zusammenlöten mehrerer Teile:
- Dosen – Schnupftabakdosen, Zuckerdosen
- Kannen
- Krüge
- Terrinen
- Leuchter

Dabei werden Zinnsachen unterschieden, die schon im Rohguss gelötet werden und solchen, die nach spanenden Verfahren zusammengelötet werden.
Als Verfahren dienen:
- Flammlöten
- Kolbenlöten

Flammgelötet werden alle vorgedrehten Zinnteile: Henkel von Krügen und Kannen, Knöpfe, Füße, aber auch Böden von Kannenkörpern. Für fast alle Kleinteile ist ein Flammlöten gebräuchlich.
Kolbenlöten ist, da es ohne Bleilot mit dem Werkstoff des Werkstückes geschieht, besonders aufwendig. Hierbei entstehen wulstige Lötstellen, die nur mit hohem Arbeitsaufwand entfernt werden können jedoch durch die Gleichfarbigkeit zwischen Lötstelle und Werkstück auch keine Färbungsunterschiede verursachen. Keines der mit Nahrungsmitteln in Berührung tretenden Zinngegenstände wird mit Bleilotverbindungen hergestellt. Sie sind damit gesundheitlich unbedenklich.

#### Anguss
Der Anguss bezeichnet die Verbindung von Zinndeckel mit einem Scharnier. Bevor der Anguss erfolgt, wird die Innenseite des Deckels an der Angussstelle durch Streichlehm als Isolator eingestrichen. Feuchter Ton wird als Werkstück in der Breite des Scharniers in parallelen Bahnen auf den Deckel angelegt und passgenau zum anzufügenden Scharnier gezogen. Das durch die beiden Tonbahnen entstandene Volumen wird mit flüssigem Zinn aufgegossen und verbindet nach erfolgtem Anschmelzen Scharnier und Deckel dauerhaft.

#### Aufguss
Der Aufguss bezeichnet die Verbindung von Zinndeckel und Henkel eines Keramikkruges. Ton wird um das an den Henkel gewickelte Papier und Lederband geknetet. In die durch Herausziehen des Lederbandes entstandene Hohlform wird dann flüssiges Zinn gegossen. Durch den Aufguss trägt der Keramikkrug den Zinndeckel. Eine größere Festigkeit ergibt sich durch die Ausformung des sogenannten Schwänzchens – der sich konisch verjüngenden prismatisch ausgestochenen Verlängerung eines kurzen Zinnbandes am Henkel.

### Künstliche Patina
Viele Geschirre und Ziergegenstände zeigen Ornamente und Halbreliefformen. Diese werden, da sie keine Möglichkeit zur Politur haben, durch ätzende Verfahren und Einfärben plastisch herausgestellt. Geätzt wird mit Hilfe einer schwachen Säure, die kurz auf das Motiv oder Ornament aufgetragen wird und dann sofort abgewaschen wird. Geschwärzt wird anschließend mit einer haftenden Farbemulsion, häufig findet dabei schwarze Schuhcreme Verwendung.

## Produkte

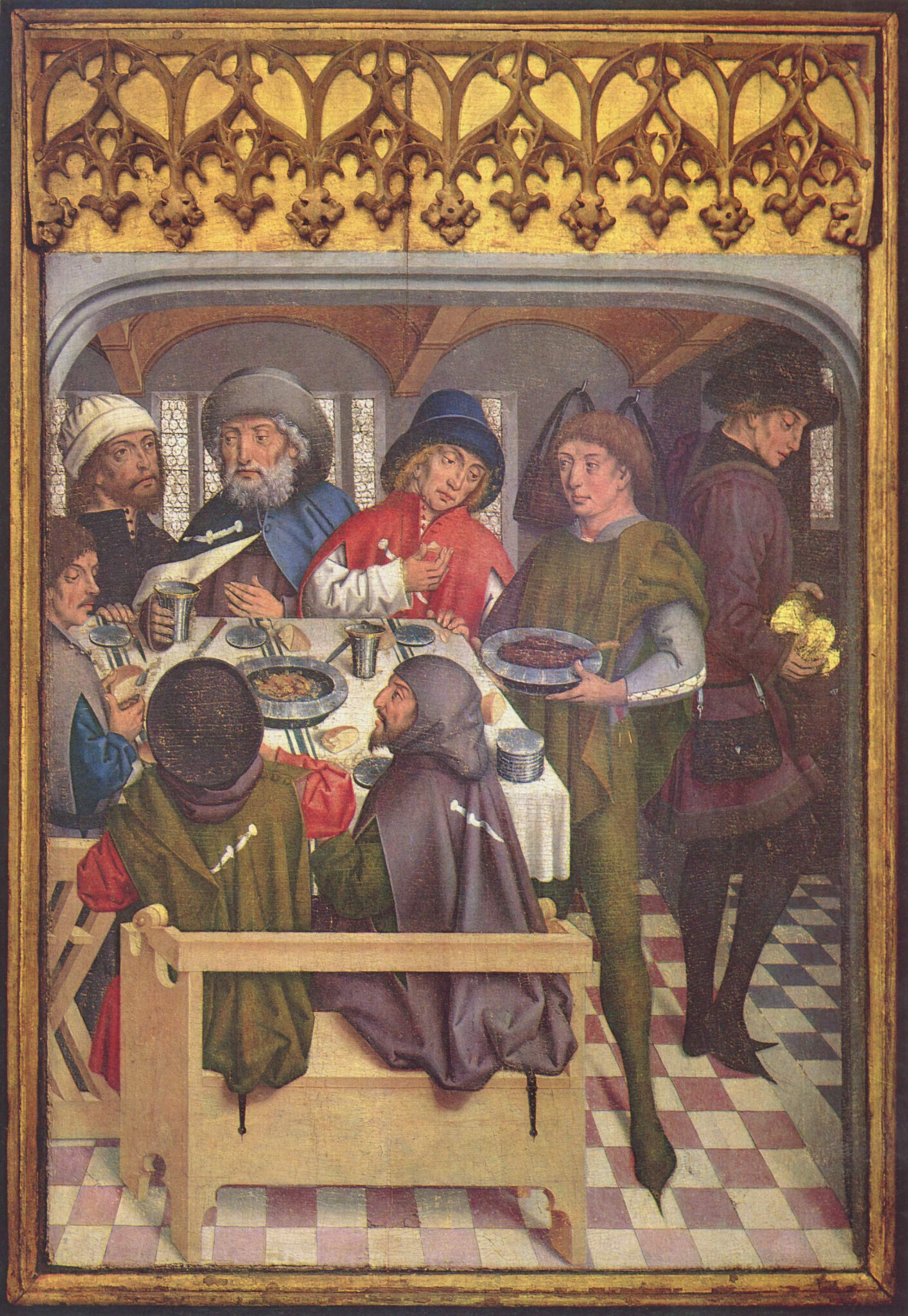
Zinn-Tischgerät: Ausschnitt vom Hochaltar von Friedrich Herlin, 1466 in St. Jakob, Rothenburg ob der Tauber – „Das Bürgerliche Mahl“ der Compostela-Pilger.

Zinngießereien fertigen über Essgeschirre, Bestecke, Bierkrüge und Weinbecher, Kannen, Kernzenhalter, Aschenbecher oder Biergartendeckel eine Vielzahl an traditionellen Haushaltsgegenständen. Größere Werkkörper sind heute noch Tresen und Zinntheken, die insbesondere in Paris in verschiedenen luxuriösen Bars, Restaurants, Hotels, Cafés und Bistros verbreitet sind. Daneben wurden auch Sarkophage des Hochadels aus Zinn gefertigt. So wurde noch Franz Maria Luitpold von Bayern 1957 in einem Zinnsarkophag in der Wittelsbacher-Grablege beerdigt.

## Zinngießereien

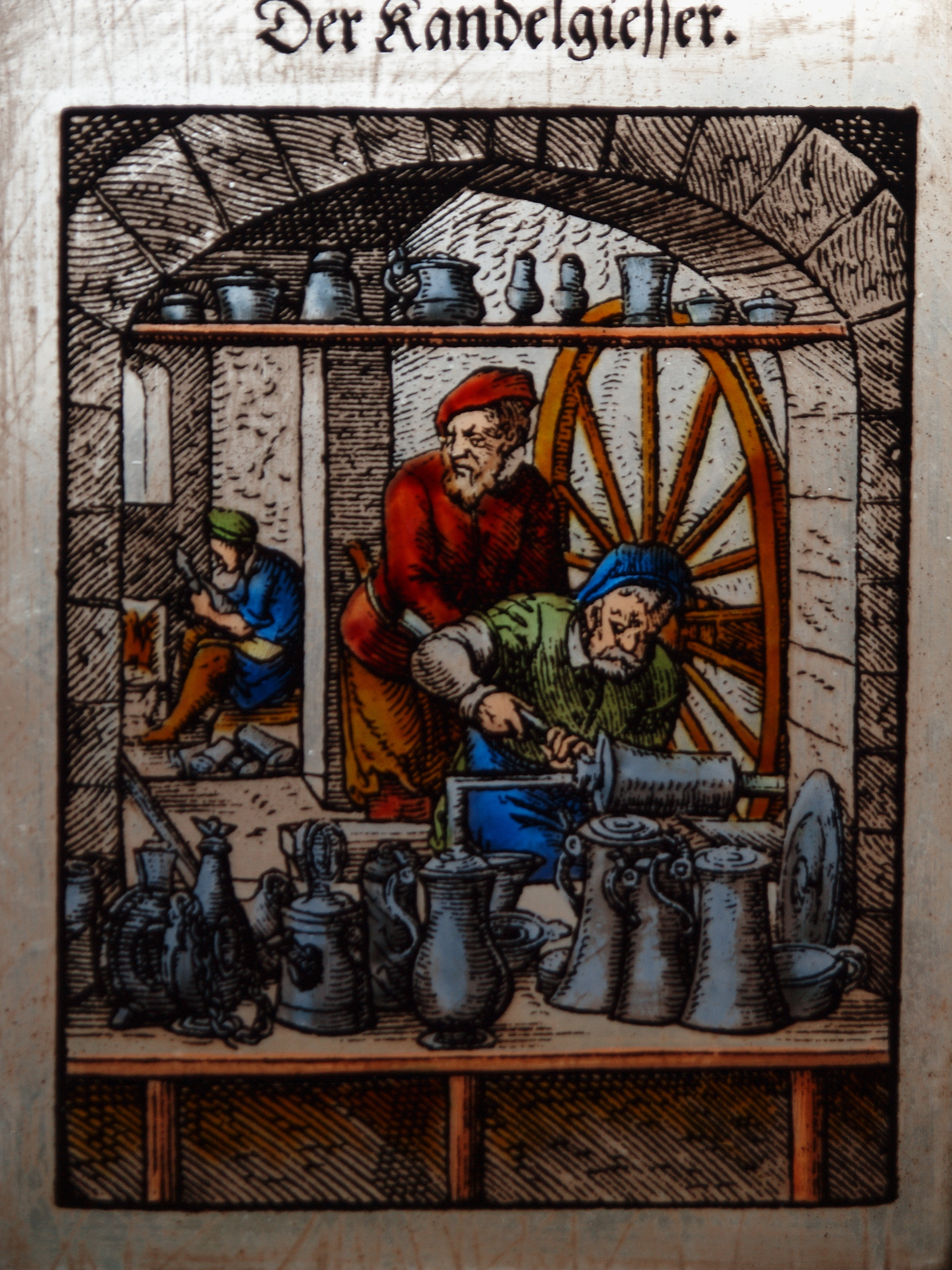
Abbildung einer Zinngießerei mit Meister, Geselle und Lehrling aus dem Ständebuch von 1568. Hinten verputzt ein Lehrling die gegossenen Werkstücke, vorne dreht ein Gesell das Schwungrad für die Drechsel-Drehbank. Der Meister spant einen Kannenkörper mit einem Meißel. Glasfenster nach Vorlage aus Hans Sachs – Ständebuch, „Der Kandelgießer“, 1568

Im Bundesverband der Deutschen Zinngießerinnung waren 2010 etwas über 20 Betriebe gelistet. Größere Betriebe sind heute noch Anton Schreiner & Söhne in Nabburg und die Röders GmbH Soltau. Kleinere Betriebe sind häufig nur noch auf Reparaturen oder Keramik spezialisiert. Einige Betriebe sind auch außerhalb der Innung tätig geblieben, haben jedoch weder die personelle noch betriebliche Qualität, die diesen noch vor einigen Jahrzehnten möglich war. Darunter fallen auch ehemals bedeutende Gießereien wie die Ludwig Mory Zinngießerei oder Kayserzinn.

## Geschichte
Zinn ist eines der ältesten verarbeiteten Metalle der Menschheit. Die ältesten Zinnbronzen sind aus dem Balkan und Vorderen Orient bekannt geworden und wurden für archäologische Funde der Pločnik Ausrabungstelle im heutigen Serbien auf dem Balkan für den Zeitraum 4500 v. Chr. festgelegt, 1500 Jahre vor den ersten bekannten Zinnbronzen im vorderen Orient.
Die Zinngießerei als eigenständiges Handwerk datiert wie die weite Verbreitung von Zinngeschirr als Gebrauchsgegenstände mittelalterlicher Haushalte ins Hoch- und Spätmittelalter. Die weite Verbreitung von Geschirren aus Zinnguss im spätmittelalterlichen Bürgertum entwickelte sich aus der Zunahme des Wohlstandes in den Handelsstädten Europas. Damit kam zunehmend die neue Art von Geschirr zu hohem Ansehen. In Deutschland ist Zinnguss seit dem 12. Jahrhundert nachweisbar, vollends erblühte die Zunft der Zinngießer aber erst in den Freien Städten im Spätmittelalter. Ursprünglich als Ersatz für das sehr teure silberne Geschirr im Gebrauch, gehören Teller und Kannen aus Zinn im späten Mittelalter fest zum Haushaltsinventar des Bürgertums, wie das Adels. Herstellungszentren waren unter anderem London, Paris und Nürnberg, in dem im späten 13. Jahrhundert die erste Zinngießerinnung gegründet wurde. Entscheidend für das Aufblühen waren das Lagerstätten in unmittelbarer Nähe der mittelalterlichen Städte abbauwürdige Zinnseifen hielten. Im Raum der Oberpfalz wurden die bedeutenden Zinnseifen des Erzgebirges abgebaut, die neben lokalen Zinngießereien auch die der damaligen großen Handelszentren belieferten. Große Zinnlagerstätten lagen noch in Cornwell auf, wo sich seit der Antike ein überregional bedeutender Zinnbergwerk ausgebildet hatte.
Neben dem Zinnteller stellten Zinnschüsseln, Zinnkrüge und Zinnkannen (u. a. die Hansekanne) Beispiele der im späten Mittelalter häufiger anzutreffenden repräsentativen Gegenstände aus Zinn. Mit verschiedenen Formen der Zinnkanne sind Zinnschüsseln ab dem 14. Jahrhundert zunehmend nachzuweisende häusliche Gebrauchsgegenständen aus Zinn, die nach textuellen Quellen z. B. aus Paris Ende des 14. Jahrhunderts immer noch teure Gegenstände für besondere Anlässe waren.
In spätmittelalterlichen Darstellungen vom häuslichen bürgerlichen Ideal finden die Abbildung von Zinngeschirr und Zinnkannen Eingang. Verschiedene Kannenformen sind seit ca. Mitte des 14. Jahrhunderts in erhaltener Form und Abbildungen nachweisbar, und ihre Zahl und Formenvielfalt nimmt bis 1500 stark zu. Neben den häufiger erhaltenen Zunftkannen, Geschlechterkannen, Pipkannen oder sogenannten Ratsherrenkannen zeigen Abbildungen vor allem auch gedrungene, bauchige Schankkannen im Rahmen von Bader- oder Wirtshausdarstellungen, sowie die spezifisch süddeutsche oder schweizerische Glockenkanne. Besonders die hohen schlanken eleganten sogenannten Ratsherrenkannen wurden als repräsentatives Geschirr gefertigt. Insbesondere mit dem Wappen der Zunft geschmückte Zunftkannen oder Geschlechterkannen wurden mit reichen Details ornamentiert.
Für Wien als einem der Handelszentren im Mittelalter sind die ältesten Zeugnisse der Zinngießerei für das 14. Jahrhundert belegt. 1326–1342 wird der Zinngießer Dietricus als Hausbesitzer erwähnt. In Wien lassen sich bis ins 15. Jahrhundert 59 Zinngießer nachweisen. 1395 werden Zinngießer auf der Brandstätte erwähnt, die ihre Produkte in einfachen Schaufenstern (Altanen) ausstellten. Als Handwerk hoher sozialer Stellung saßen diese im Rat der Stadt. Im inneren Rat Wiens saßen 1526 drei Zinngießer. Im äußeren Rat 1460 ebenfalls drei. Ein Zusammenschluss innerhalb einer Bruderschaft ist in Wien Anfang des 15. Jahrhunderts belegt. 1426 wurde die erste Zinngießer-Verordnung der Stadt Wien erlassen. Das Wiener Zinngießerhandwerk hatte dabei durch italienische und süddeutsche Händler Konkurrenz. Ende des 15. Jahrhunderts wurde nach einer vierjährigen Ausbildung, einer zweijährigen Gesellenzeit und Wanderschaft nach Anfertigung eines Meisterstücks der Meisterbrief verliehen. 1527 wurde in den Wiener Zinngießereien die Zinnmarke als Qualitätssiegel eingeführt. Zinn für die Wiener Meisterbetriebe stammte im Mittelalter aus Böhmen und zum Teil auch aus Polen.

## Ausbildung

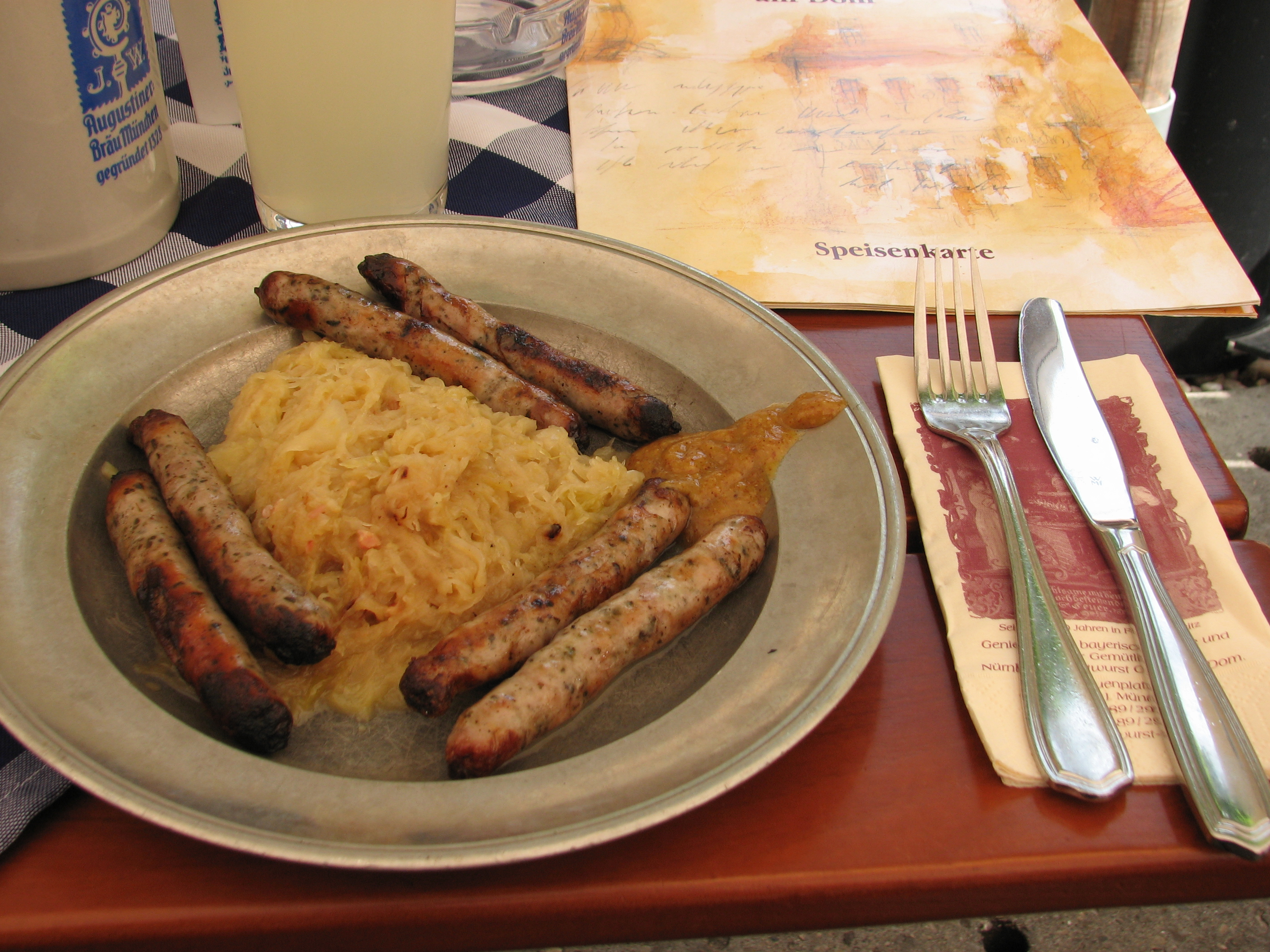
Im Bratwurst Glöckl am Dom in München werden Bratwürste in Bayerischer Tradition in Zinn-Brotzeittellern serviert.

Die praktische Ausbildung im Ausbildungsberuf des Zinngießers erfolgt traditionell innerhalb der Handwerksbetriebe. Im Rahmen der dualen Ausbildung besuchen Lehrlinge verwandte Berufsschulen, zumeist solche feinmechanischer und werkzeugbauender Richtungen, da zum Berufszweig des Zinngießers keine spezifische Lehrpläne angeboten werden. Seit Ende der 1970er Jahre erwies sich eine berufliche Ausbildung zum Zinngießer verstärkt als wirtschaftlich obsolet, da aufgrund der verminderten Nachfrage nach Zinngeschirr und hohen Anschaffungskosten handwerklich gefertigter Produkte geringe Berufsperspektiven in Aussicht standen. In der Lehrlingsausbildung stellen heute Personengruppen aus dem familiären Umfeld die Basis der Weiterführung der Tradition.